# Albertihaus

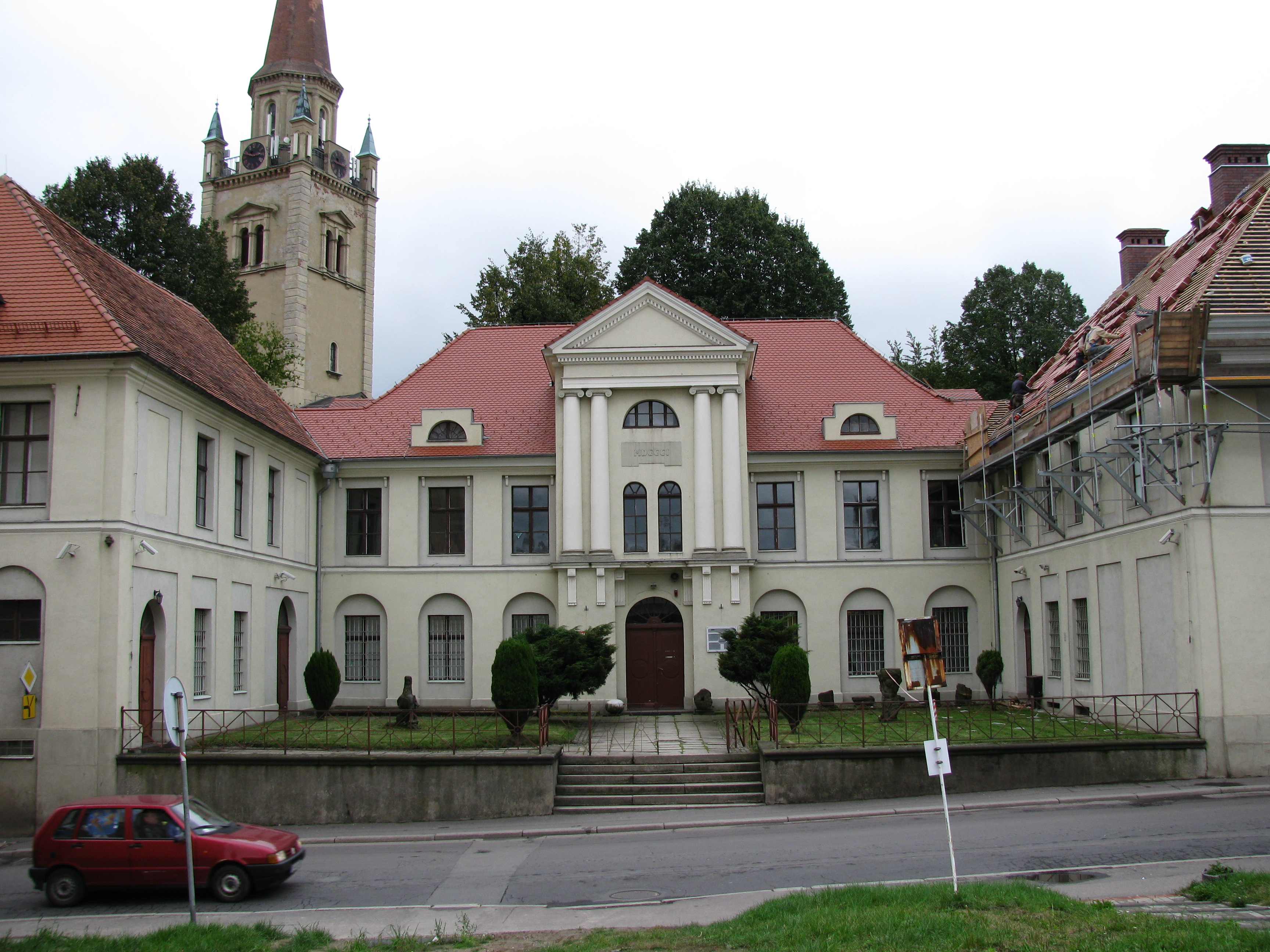
Albertihaus

Im Albertihaus (polnisch Pałac Albertich) im niederschlesischen Wałbrzych (Waldenburg)
befindet sich ein Porzellanmuseum.

## Geschichte
Das Haus stammt aus der Blütezeit des Waldenburger Leinenhandels. Der Bau wurde 1801 unter Leitung des Waldenburgers Leopold Niederäcker nach Plänen von Carl Gotthard Langhans für den Leinenkaufmann Julius Sonnabend erbaut. Ab 1834 waren die Alberti Besitzer. Im Jahr 1926 erwarb die Stadt Waldenburg das Albertihaus und richtete ein Heimatmuseum ein.

## Bauwerk
Das dreiflügelige Gebäude hat einen offenen Innenhof, der von zwei Seitenflügeln eingerahmt wird.

## Porzellanmuseum
Das 1968 gegründete Porzellanmuseum (Museum Porcelany Wałbrzych) umfasst etwa 10.500 Objekte von glasiertem Porzellan, Biskuitporzellan, Steinzeug, Fayence, Majolika und Terrakotta aus einst führenden Waldenburger Manufakturen des 19. Jahrhunderts: Carl Franz Krister, Carl Robert Tielsch, Hermann Ohme und Franz Prause.
Das Museum hat auch eine Abteilung zur Stadt- und Regionalgeschichte, die anhand von Kopien des Waldenburger Kreisblatts, Waldenburger Wochenblatts, der Waldenburger Zeitung wie auch der Schlesischen Bergwacht oder der Mittelschlesischen Gebirgszeitung das Leben der deutschen Vorkriegs-Waldenburger dokumentiert.